# Bombenpaß – Ausweis für Fliegergeschädigte

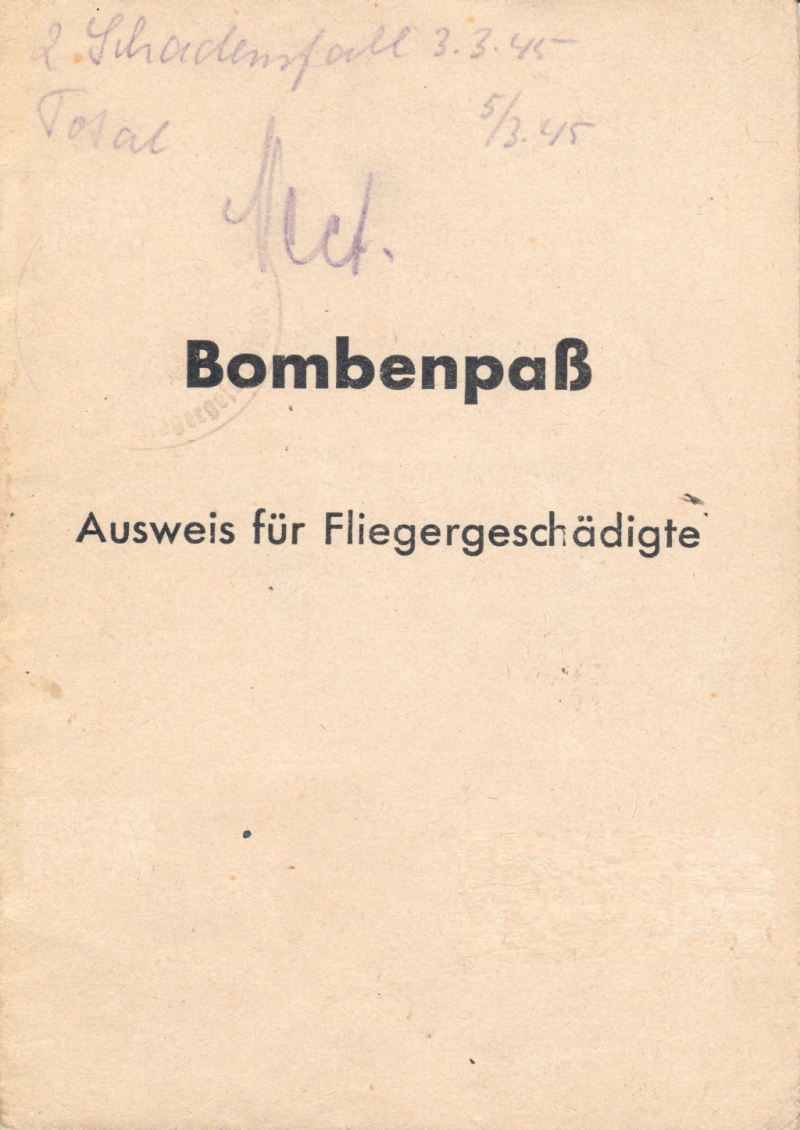
Bombenpaß – Ausweis für Fliegergeschädigte.

Der Bombenpaß – Ausweis für Fliegergeschädigte, Betreuungskarte für Fliegergeschädigte, Bombenschein  oder ähnlich genannt, legitimierte den Inhaber während des Zweiten Weltkriegs als durch einen alliierten Bomben- bzw. Fliegerangriff Geschädigten. Er wies zugleich den Schädigungsgrad aus (leicht, mittel, total). Aufgrund des Bombenpasses ausgestellte Sonderbezugsscheine, Einkaufsausweise und ähnlich bezeichnete Dokumente berechtigten zum Bezug rationierter Verbrauchsgüter zur Deckung des Sofortbedarfs sowie zur Versorgung mit Wohnraum durch das Deutsche Wohnungshilfswerk.
Ein blauer Ausweis berechtigte Ausgebombte sechs Tage lang zu einer kostenlosen Versorgung mit Mahlzeiten aus Gaststätten oder fahrbaren Großküchen.
Nach der Kriegssachschädenverordnung wurde dagegen eine Entschädigung in Geld in Höhe der Wiederbeschaffungskosten gewährt, beispielsweise für Eigentümer eines im Luftkrieg beschädigten oder zerstörten Hauses.

## Bedeutung
Der Ausweis diente der verwaltungsmäßigen Erfassung und Betreuung der „Ausgebombten“ neben der unmittelbaren Versorgung durch die Nationalsozialistische Volkswohlfahrt (NSV). Die Betreuung war an den örtlichen Gegebenheiten orientiert und nicht reichseinheitlich. Die Dokumente wurden nach Bombenangriffen an den sog. Sammelstellen ausgestellt, um den Betroffenen den Gang zu vielen unterschiedlichen Ämtern zu ersparen. Die an der Ausstellung beteiligten städtischen Ämter waren in der Regel das Wohlfahrtsamt, das Ernährungs- und Wirtschaftsamt, das Quartieramt, das Wohnungs- und Siedlungsamt, gegebenenfalls auch das Kriegsschädenamt.
Das Nachmachen von Bescheinigungen über eine Bezugsberechtigung oder Vordrucken hierfür oder der unrechtmäßige Warenbezug konnte nach der Verordnung zur Ergänzung der Kriegswirtschaftsverordnung vom 25. März 1942 mit dem Tode bestraft werden.
Ungeachtet dieser Warnung konnte ein Bombenschein verfolgten Personen, die während der Zeit des Nationalsozialismus untergetaucht waren, zu einer Versorgung mit rationierten Gütern wie Lebensmitteln verhelfen. Nach der Verordnung zur vorläufigen Sicherstellung des lebenswichtigen Bedarfs des deutschen Volkes vom 27. August 1939 war die dafür erforderliche Bezugskarte nur gültig, wenn insbesondere der Name des Bezugsberechtigten vollständig eingetragen war (§ 5 VO vom 27. August 1939). Diese Voraussetzung konnte umgangen werden, wenn sich der Antragsteller zur Überzeugung der ausstellenden Behörde nicht ausweisen konnte und damit auch eine nicht überprüfbare (falsche) Namensangabe zur Ausstellung führte:

„Inzwischen hatten in Berlin die schweren Luftbombardements eingesetzt. Ich machte mir das zunutze, suchte mir einen Bezirk, in dem sowohl das Polizeiamt wie auch die Lebensmittelkartenstelle ausgebombt waren, ging zum Bürgermeisteramt Schöneberg und gab dort an, ich sei ausgebombt worden. Da meine Angaben nicht auf ihre Richtigkeit nachgeprüft werden konnten, erhielt ich ohne weiteres einen sogenannten Bombenschein als Ausgebombte. […]. Auf meinen Bombenschein hin erhielt ich legale Aufenthaltserlaubnis und wurde auch wieder mit Lebensmittelkarten beliefert.“

Bombengeschädigte erhielten Vorrang beim Kauf von so genanntem „Judengut“, also von Hausrat und Einrichtungsgegenständen von deportierten niederländischen Juden, deren Eigentum nach ihrer Deportation im Rahmen der „Aktion M“ beschlagnahmt und als so genannte „Hollandmöbel“ von den Landeswirtschaftsämtern der verschiedenen Gaue verwertet wurden. Auf diese Weise konnten Bombengeschädigte (aber auch andere Bevölkerungsgruppen wie Kriegsversehrte, kinderreiche Familien und Jungverheiratete) preiswert geraubte Einrichtungsgegenstände und Textilien kaufen, die wegen der Umstellung auf Kriegsproduktion sonst im Deutschen Reich kaum noch erhältlich waren.

## Aussehen

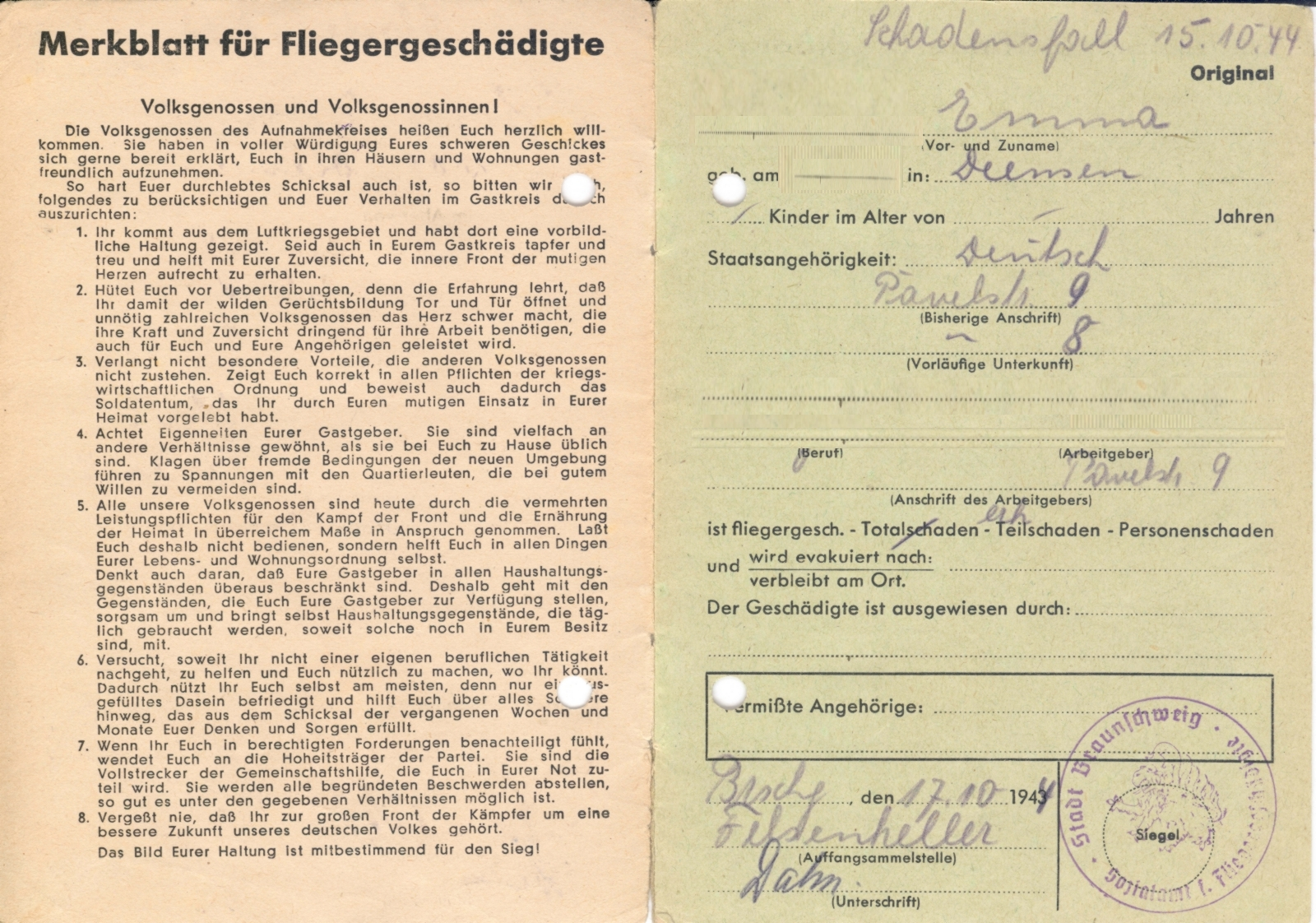
Feststellung des Sozialamts für Fliegergeschädigte nach dem Bombenangriff auf Braunschweig am 15. Oktober 1944.
(Familienname nachträglich unkenntlich gemacht.)

Das DIN-A6-große Papierdokument bestand aus etwa zehn Seiten. Die erste Innenseite war das Merkblatt für Fliegergeschädigte, es richtete sich an die (ausgebombten) „Volksgenossen und Volksgenossinnen!“ und enthielt neben propagandistischen Durchhalteparolen (z. B. Punkt 8: „Vergeßt nie, daß Ihr zur großen Front der Kämpfer um eine bessere Zukunft unseres deutschen Volkes gehört.“), Warnungen (Punkt 2: „Hütet Euch vor Übertreibungen, denn die Erfahrung lehrt, daß Ihr damit der wilden Gerüchteküche Tor und Tür öffnet […]“) auch Verhaltenshinweise für den Umgang mit den „Quartierleuten“, so z. B. Punkt 4: „Achtet Eigenheiten Eurer Gastgeber […].“ oder Punkt 5: „Deshalb geht mit den Gegenständen […] sorgsam um […]“.
Auf der dritten Seite folgten die Personalangaben wie Name, Geburtsdatum und -ort, (alte und neue) Anschrift, Schadensart sowie weitere Informationen (z. B. Anzahl der Kinder oder vermisste Angehörige). Weitere Seiten enthielten Essenmarken für Frühstück, Mittag- und Abendessen sowie Eintragungen des Wirtschafts- und Ernährungsamtes. Die letzte Seite war eine Postkarte zum Heraustrennen. Sie war adressiert „An die Zentralnachweisstelle“, an welche die neue Anschrift bei Umquartierung mitgeteilt werden sollte.

## Nachkriegszeit
Auch im Wiederaufbau nach dem Ende des Zweiten Weltkriegs haben Bombenscheine noch eine Rolle gespielt.
In Österreich wurde zum Beispiel Sozialer Wohnbau vom Wohnhauswiederaufbaufonds (WWF) nur dann mit dem maximalen Zuschuss gefördert, wenn der Antragsteller einen Bombenschein (also eine Bestätigung der Kriegsschäden) vorlegen und die Unmöglichkeit der Wiederinstandsetzung der betroffenen Immobilie nachweisen konnte.
In Deutschland konnten Bombenschein-Inhaber Bezugsscheine für Zement, Steine, Träger und andere Baumaterialien bekommen. In den Ausführungsbestimmungen der Bundesländer Nordrhein-Westfalen und Hessen zum Bundesevakuiertengesetz wurde im Antragsformular für Personen-Rückführungen unter anderem auf den Bombenschein Bezug genommen.